# Plateliai
Plateliai (Platelē) ist ein Städtchen (miestelis) und Zentrum des gleichnamigen Amtsbezirks (seniūnija) der Rajongemeinde Plungė in der Region Niederlitauen im Westen Litauens.
In der Stadt befindet sich die Verwaltung des Nationalparks Žemaitija.

## Geographie
Auf dem Gebiet des Nationalparks befindet sich die Niederlitauische Hügelkette mit Höhen zwischen 106 und 195 m über dem Meeresspiegel. Plateliai liegt am Ufer des gleichnamigen Sees. Dieser hat eine Ausdehnung von 1200 ha und eine Tiefe von bis zu 47 m.

## Geschichte

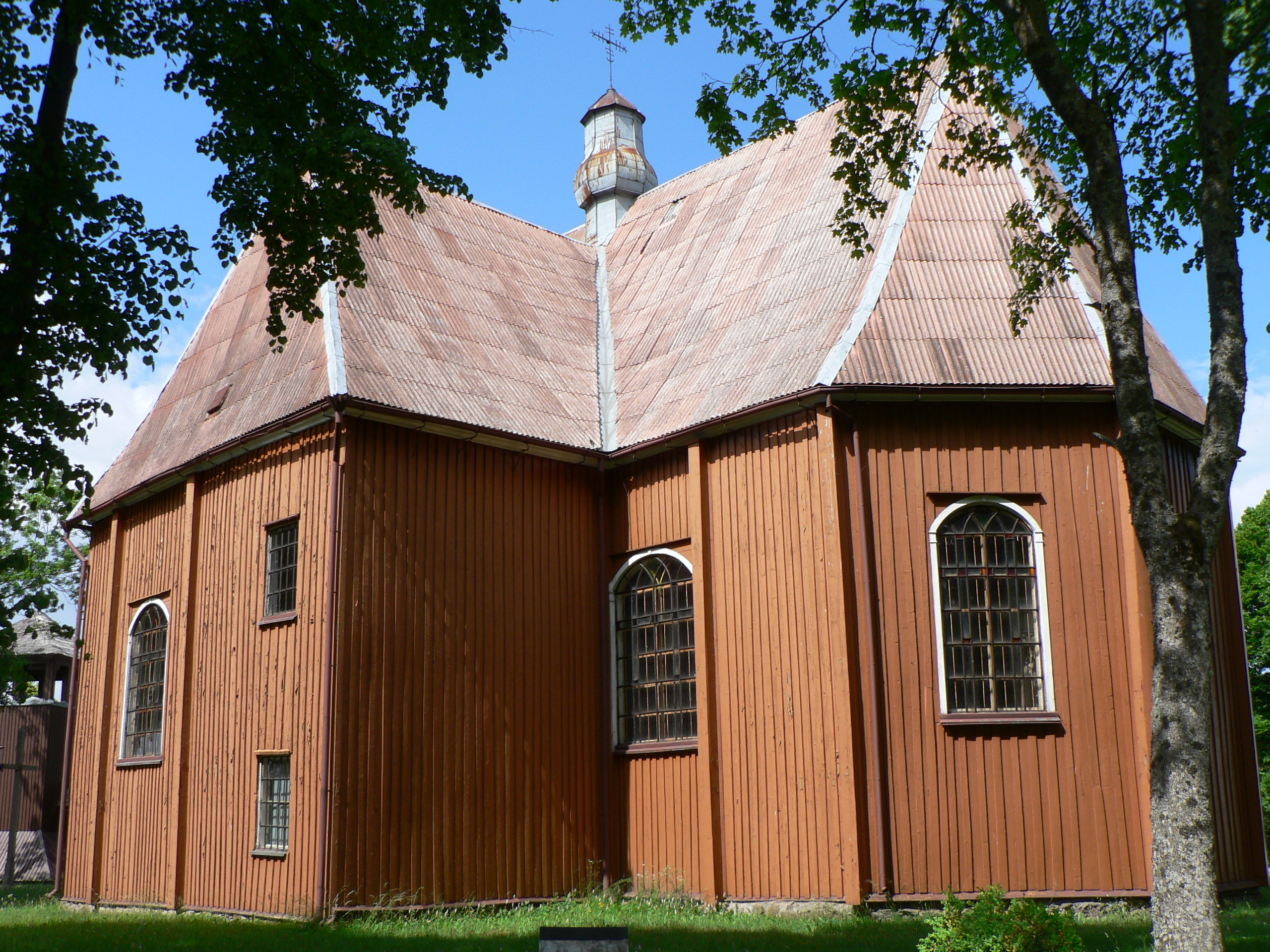
Kirche St. Peter und Paul in Plateliai

Im 14. Jahrhundert wurde der Ort erstmals erwähnt. Damals befand er sich auf einer Halbinsel des Sees Plateliai. Die Siedlung brannte im 17. Jahrhundert ab, daraufhin wurde das Dorf an der heutigen Stelle neu errichtet.

Im Zentrum des Ortes befindet sich eine Statue des Heiligen Florian zum Schutz vor Feuersbrünsten sowie eine Stele aus dem Jahre 1928, die an die damals zehnjährige Unabhängigkeit des Landes erinnert. Die Kirche des Ortes wurde im Jahre 1744 als viertes Gotteshaus an dieser Stelle errichtet. Sie ist eine der ältesten barocken Holzkirchen Litauens.

## Persönlichkeiten
- Liudvikas Saulius Razma (1938–2019), Politiker